# Баркер, Кэм
Кэм Баркер (англ. Cam Barker; род. 4 апреля 1986 года, Виннипег, Манитоба, Канада) — канадский хоккеист, защитник.

## Карьера

### Клубная
На драфте НХЛ он был выбран в 1-м раунде под общим 3 номером клубом «Чикаго Блэкхокс». 22 августа 2005 года Баркер подписал контракт новичка с «Чикаго Блэкхокс». В сезоне 2005/06 был в тренировочном лагере «Блэкхокс». Дебютировал в НХЛ в игре против «Колорадо Эвеланш». Сразу же после игры был отправлен в «Медисин-Хат Тайгерс», где завершил сезон с 18 (5+13) очками в 28 играх. 14 января 2007 года в игре против «Миннесоты» забросил свою первую шайбу в НХЛ.
13 ноября 2013 года подписал однолетний контракт с клубом КХЛ «Барыс». Проведя сезон 2013/14 в КХЛ, Баркер вернулся Северную Америку, где был в тренировочном лагере «Чикаго Блэкхокс» и подписал пробный контракт с этим клубом. 27 сентября 2014 года не проведя ни одного матча за «Блэкхокс» клуб расторг этот пробный контракт с игроком.
22 декабря 2014 года подписал контракт до конца сезона с братиславским клубом «Слован». В декабре 2015 года был выбран одним из участников на матча звезд КХЛ, который был проведен 23 января 2016 года в Москве.

### В сборной
За юношескую сборную Канады выигрывал золото чемпионата мира, также, за взрослую сборную на кубке Шпенглера.

## Статистика
| Легенда | Легенда                    | Легенда | Легенда                   | Легенда | Легенда    |
| ------- | -------------------------- | ------- | ------------------------- | ------- | ---------- |
| И       | Количество проведённых игр | Штр     | Штрафное время            | +/−     | Плюс-минус |
| Г       | Голы                       | П       | Голевые передачи          | О       | Очки       |
| -       | Статистика неизвестна      | —       | Статистика не учитывалась |         |            |